# ハンガリー国家保衛庁
ハンガリー国家保衛庁（ハンガリー語：Államvédelmi Hatóság [ˈɑ̈ːlːɒmve̝ːdɛlmiˈhatoːʃɑ̈ːɡ] 「アーッラムヴェーデルミ・ハトーシャーグ」, 略称：ÁVH「アーヴェーハー」）は、1945年から1956年まで存在したハンガリーの秘密警察機関。当初は、ソビエト連邦の秘密警察の付属物だと考えられていたが、1948年から1953年までに行った一連の粛清の残虐さにより、独自の悪評を得ることになった。1953年にスターリンの死後、ナジ・イムレが首相に就任する。1953年から1955年の間、穏健的な改革者であるナジ政権下において、国家保衛庁の活動は徐々に抑えられた。

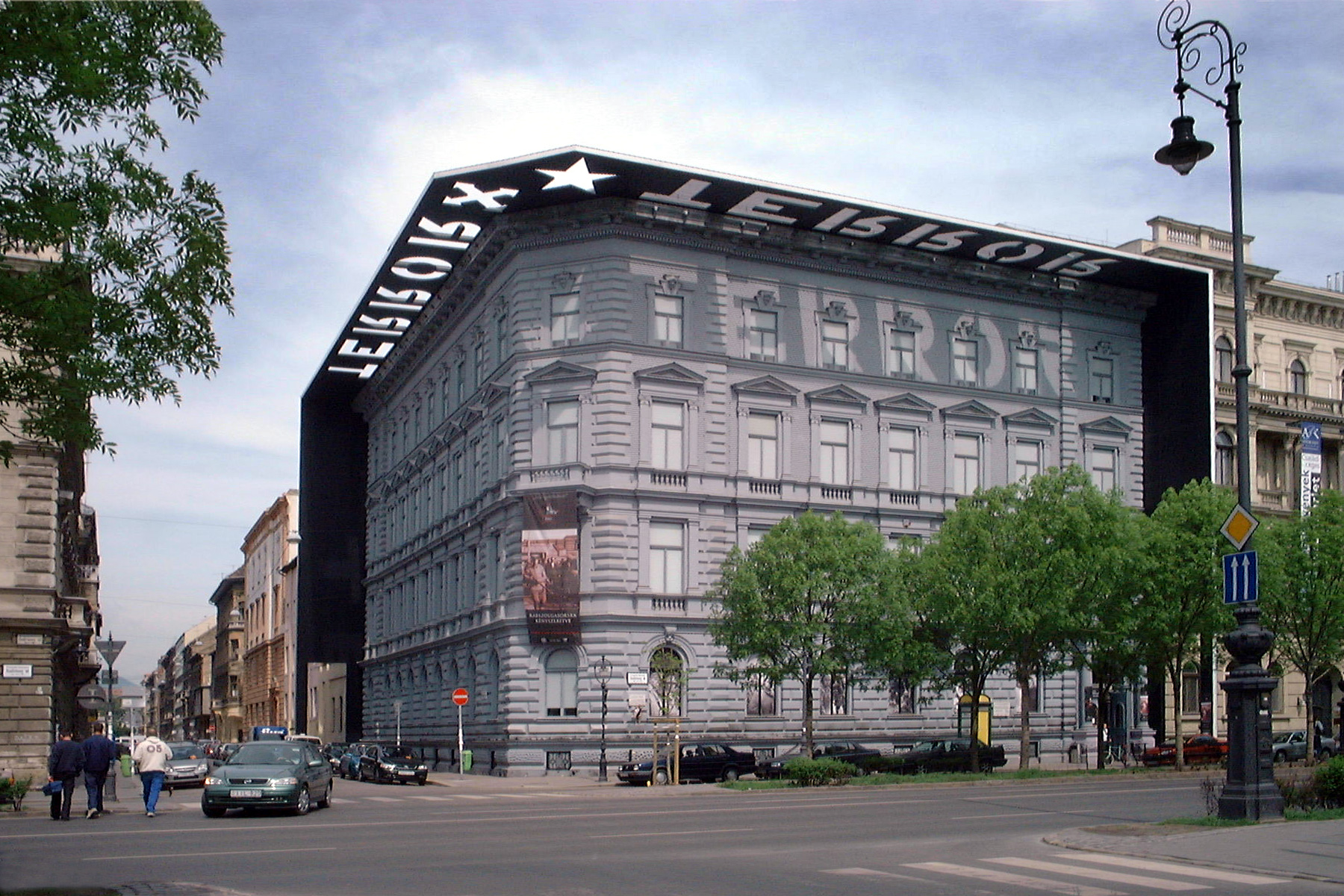
アンドラーシ通り60号の地下にある、当時の国家保衛庁の本部は今日は「恐怖の館」博物館として公開されている

## 国家保衛庁の歴史
これは1945年〜1956年に政治警察として活動した機関の概要である。
- 1945年、ブダペスト警察本部・政治部, (Budapesti Rendőr-főkapitányság Politikai Rendészeti Osztálya, PRO「プロー」)
- 1946年、ハンガリー国家警察・国家保衛部, (Magyar Államrendőrség Államvédelmi Osztálya, ÁVO「アーヴォー」)
- 1948年、内務省・国家保衛庁, (Belügyminisztérium Államvédelmi Hatósága, ÁVH「アーヴェーハー」)
- 1956年、ナジ・イムレの革命政府により、国家保衛庁が廃止される。

後継者のカーダール・ヤーノシュは、1956年以降も国家保衛庁を復活させようとはしなかった。（カーダールは50年に国家保衛庁による拷問を受けている）1956年動乱後のハンガリーにおいて、またナジと"その共犯者たち"の裁判の為に、ソビエトの秘密機関を直接的に用いていた事実は考慮されるべきであろう。1956年と1963年の間、生来の機会主義者であるカーダールは強硬なスターリン主義者との党内抗争を戦い抜いた。カーダールの勝利は、1963年において、思想警察の不在を示すために行われた、1956年の革命家たちに対する大赦によって明らかになった。恐らくハンガリーは、ワルシャワ条約加盟国のうち、情報機関を持たない唯一の国だったとされる。

## 方策と手段
保衛庁は政府の基準を用いずに、直接共産党を支えていた。 この支持は主に情報を隠すことにより、より神秘性を増すことにあり、類似組織としてシュタージが存在する。
これらのネットワークは秘密逮捕によって補われており、逮捕された者は長期間、（3か月から18か月）拘束され、拷問を受けた。そしてこの機能が様々な品質の『告白』を囚人から絞り出した時、法的文書を作成するために政府機関の検察官と法廷が呼び出されることになる。これは普通に行われたものであり、保衛庁は国最大の保衛のために手段を分岐していた。例えば、イギリス共産党に参加していたエディス・ボーン（en）の不法逮捕及び、期間の定まらない拘留などであった。強制的に作成された供述書にも関わらず裁判の休憩時間の間、継続的な拷問という明らかな脅威のために裁判を撤回することが過程における脅威とは考えられていなかった。

### ハンガリー1953年見せ物裁判の準備
保衛庁の活動は憲法の規制の対象外であった。1953年4月7日早朝、ブダペストのユダヤ人共同体の指導者の一人、ドモンコシュ・ミクシャ（Domonkos Miksa）は、保衛庁職員により「自白」を引き出すために連れ去られた。1945年に行方不明となったラウル・ワレンバーグが、ソ連に連行されたのではなく、世界的シオニストの犠牲者となったことを証明するために、1953年見せ物裁判の準備がブダペストで始められた。この見せ物裁判の目的のために、さらに2人のユダヤ人指導者―ベネデク・ラースロー（Benedek László）とシュテックレル・ラヨシュ（Stöckler Lajos）と、同じように2人の自称「目撃者」―サライ・パール（Szalai Pál）とサボー・カーロイ（Szabó Károly）が逮捕され、拷問により尋問された。
ブダペストで最後にワレンバーグに会った人物は、1945年1月12日、ジョパール（Gyopár）通りに建つスウェーデン大使館の晩餐に招待されたフレイシュマン・オットー（Fleischmann Ottó）、サボー・カーロイ、サライ・パールであった。翌11月13日、ワレンバーグはロシア人に接触した。1953年までに、フレイシュマン・オットーはハンガリーを去り、ウィーンにおいて医師として働いた。
サボー・カーロイは1953年4月8日に大通りで拘束され、法的手続きなしに逮捕された。彼の家族には、その後6か月間、何の知らせもなかった。秘密裁判が彼に対して行われた。裁判には公式の記録はないので、その資料を入手することはできない。取り調べから6か月の後、被告人は絶望の淵に落とされ、消耗しきった状態にさせられていた。
「ワレンバーグの殺害者」はブダペストのシオニストであった、という発想は、主としてハンガリー共産党指導者ゲレー・エルネーによって支持されたもので、彼によるメモが第一書記ラーコシ・マーチャーシュのもとに送られていた。見せ物裁判は、スターリンの反シオニズム・キャンペーンに従い、モスクワで開始された。スターリンおよびラヴレンチー・ベリヤの死後、裁判の準備は中止され、逮捕された人々は釈放された。ドモンコシュ・ミクシャは病院で1週間を過ごし、その後自宅に戻ったが、それまで彼に与えられてきた拷問が原因で、直後に死亡した。

### 強制収容所
判決に従い、政治犯たちは保衛庁の運営する強制収容所に入れられた。これらの収容所は統廃合された。初期の収容所はより粗雑であり、より残酷である傾向があった。特に、元共産党員の状態は異なっていた。1953年以前の収容所においては、彼らは他の囚人よりもさらに厳しく扱われていた。1953年の後では、元共産党員は、監獄内における仮想的な上流階級であった。加えて、1953年より前は、強制収容所は、過労や虐待による囚人の最終的な死を目標としていた。いくつもの例で、拷問は収容所での生活や規律の維持に欠くことのできないものだった。
1953年から1955年の第一次ナジ・イムレ政権は、収容所の状態を大きく改善させ、そして政治犯を減少させる努力を行った。

### 国際活動
保衛庁はまた、見せ物裁判を開催することで、ソ連圏の保安装置を支援した。2つの例において保衛庁は ハンガリー全土の望ましくない分子に対する攻撃を指揮する特権を与えられた。1948年、ローマ・カトリック教会のミンゼンティ・ヨージェフ（Mindszenty József）枢機卿が裁判にかけられ、収監された。1949年、保衛庁は民族主義者・チトー主義者の廉で、共産党幹部であり、国家保衛庁を組織した人物でもあるライク・ラースロー外務大臣を見せ物裁判にかけ、処刑した。これは国際共産主義運動にとり、ユーゴスラビアがもはや脅威でしかないことを意味した。

## 1956年ハンガリー動乱における国家保衛庁
ハンガリー動乱の期間中、動乱に参加した人々は、保衛庁の構成員と密告者、及びそれと疑われた人物を見つけ出して殺害した。革命が発生した時、何千もの群衆はブダペストの警察本部を襲撃し「赤い星を破壊しろ！」や、「囚人を解放しろ！」という標語を叫び、共産主義の象徴である多数の赤い星が屋根に立つ建物の内部を調査して、多数の囚人が中にいることが分かった。警察本部の中にいる警察は、外の群衆に恐れをなして、建物の中に群衆を案内し、彼らが要求したあらゆる政治犯を解放した。
共和国広場（Köztársaság tér）の労働党本部にいる保衛庁職員は、包囲中の期間とその後に私刑を加えられ、その事実は後に広範囲にわたる党の宣伝活動で使用され、「今回の革命の本質はファシスト的で反ユダヤ主義的な反動行為である。」 と主張する根拠となった。

### ドゥダーシュ・ヨージェフの民兵組織による迫害
保衛庁への攻撃は、学生が支配下に置く戦闘組織と、ブダペストにいるソ連の部隊との間で発展した非公式な休戦の際、唯一の顕著な出来事になった。ソ連軍と即時に戦闘を行う必要性から解放されたので、 ドゥダーシュ・ヨージェフ(Dudás József)の民兵集団は、保衛庁の職員、情報提供者、時には、革命に巻き込まれた共産党の一般党員に対して、一連の虐殺を発案した。ドゥダーシュ・ヨージェフの民兵はしばしば極右集団であると考えられたが、ドゥダーシュが共産主義者であると主張する者もいる。いずれにせよ、彼の率いる民兵の暴力は議論の余地がない事実である。
革命の二週間目にあたる10月29日には、ドゥダーシュの民兵はブダペストにある秘密警察の本部を攻撃して、保衛庁員を内部で虐殺した。この出来事は西側、東側両方の記者及び、写真家によって詳細に記録され、のちの様々な報告書において、ナジ及び彼の内閣の閣僚を批判するうえで主要な証拠を構成した。
ある西側諸国の人物は、次の目撃情報を述べている。
「秘密警察官が、ねじ曲がった姿勢で側溝に横たわっている（中略）ハンガリー人たちはこの死んだ保衛庁職員に触れようとせず、彼の瞼を閉じてやったり、首をまっすぐに戻してやることもなかった」
ドゥダーシュの民兵が建物に突入した後、周囲の群集は何人もの保衛庁の職員をリンチした。この攻撃の際に死んだ職員たちの姿が何枚も撮影されているが、そこには彼らが持っていた党の給与手帳も写っており、彼らが得ていた俸給が肉体労働者の少なくとも十倍であったことを示している。

### 革命勢力のドゥダーシュに対する反応
学生評議会と労働者評議会はドゥダーシュの集団が行っていたことを発見したとき、自警団を編成した。これは保衛庁職員自身の安全を図るために彼らを逮捕拘留し、そして将来行われる裁判に備えるためであった。ドゥダーシュによる虐殺行為と、評議会による逮捕方針とを知り、多くの保衛庁員は保護を求めて、学生評議会または労働者評議会の元へ自発的に出頭した。これは革命を清廉かつ無血な状態で保つという、学生や労働者が共有する方針を反映していた。また評議会側はドゥダーシュについても、逮捕するために捜索した。

### 報復
ソ連が政府を支援する為にハンガリーに侵攻した時、保衛庁の隊員は彼らの仲間を殺した者に残忍な報復を実行した。保衛庁は概して全ての革命勢力を標的にして、ソ連の保衛機関から大きな援助を受けて、ナジの政府の者や国防大臣マレーテル・パール(Maléter Pál)少将（国防大臣に任命されたときに大佐から少将に昇進）を逮捕した。そして、何千もの学生や労働者をソ連へ連行した。

## 恐怖の館
アンドラーシ通り60号の地下は、本来矢十字党が本拠地として使用していたが、彼らが去った後、国家保衛庁の司令部となった。この建物は現在、それぞれの政治組織の犠牲者を記念するための博物館、「恐怖の館」として公開されている。

## 人物
- ペーテル・ガーボル - 1948年〜1953年の間、長官を勤めた。